# Асигараками
 Асигараками (яп. 足柄上郡 Асигараками-гун) уезд расположен в префектуре Канагава, Япония.
По оценкам на 1 апреля 2017 года, население составляет 65,122 человек, площадь 303.28 км², плотность 215 человек / км².

## Посёлки и сёла
- Накаи
- Ои
- Мацуда
- Ямакита
- Кайсей